# Mijou Kovacs
Pour les articles homonymes, voir Kovacs.
Mijou Kovacs, née à Vienne le 10 février 1957, est une actrice franco-autrichienne.

## Biographie
Née de père autrichien et de mère française, Mijou Kovacs a grandi à Vienne et à Paris. Elle a les deux citoyennetés. Elle parle l’allemand, le français, l’anglais et l’italien.
Dès l'âge de onze ans, elle est devant la caméra dans Le Petit Prince, une production de l’ORF.
Après ses études au lycée français de Vienne elle complète sa formation d'actrice au Séminaire Max Reinhardt de Vienne. Elle a fait ses débuts en 1975 au Theater in der Josefstadt dans la comédie de William Shakespeare Comme il vous plaira. Au Theater in der Josefstadt, elle est pendant de nombreuses années membre de l'ensemble.
Mijou Kovacs se fera connaître d’un plus large public à travers la pièce Berggasse 19, dans le rôle d'Elizabeth von Ritter aux côtés de Curd Jürgens (incarnant Sigmund Freud).
Fin des années 1970, elle joue dans des séries télévisées telles que Derrick, Le Renard, Un cas pour deux et Tatort.
Elle participe à des lectures (littérature classique) et prête sa voix pour des livres audio.
Depuis 1998, elle travaille également comme artiste photographe.

## Filmographie (sélection)
- 1977 : Tatort : Der vergessene Mord : Rosi
- 1978 : Derrick : Le photographe (Der Fotograf) : Annegret Beer
- 1978 : Tatort : Schlußverkauf : Petra Wagner
- 1979 : Berggasse 19 de Ernst Hauessermann : Elisabeth von Ritter
- 1980 : Derrick : Une très vieille chanson (Ein Lied aus Theben) : Inge Bruckmann
- 1983 : Secret diplomatique : L’homme de Vienne : Ursula
- 1983 : Le Renard : Un mort dans la voiture (Der Tote im Wagen) : Yvonne Dannhaus
- 1984 : Derrick : La vie secrète de Richter (Das seltsame Leben des Herrn Richter) : Charlotte Bussoni
- 1985 : Le Renard : Double mixte ( Gemischtes Doppel) : Monika Holstein
- 1985 : L'herbe rouge de Pierre Kast : Lil
- 1986 : L'été 36 de Yves Robert : Sarah
- 1987 : Johann Strauss, le roi sans couronne (Johann Strauß – Der König ohne Krone) de Franz Antel
- 1988 : La Grande Évasion 2 (The Great Escape II: The Untold Story) de Paul Wendkos et Jud Taylor : Marie-Chantal
- 1988 : Les orages de la guerre de Dan Curtis (partie 2) : Selma Asher
- 1993 : La Vérité en face de Etienne Périer : Marie
- 1993 : Un cas pour deux : Meurtre dans l'ascenseur (Tod Im Fahrstuhl) : Sylvia Bialas
- 1994 : Matchball (11 épisodes) : Jessica Favier
- 1997 : Stockinger : Stille Wasser : Herta Schnablegger
- 1999 : Tatort: Nie Wieder Oper : Merimee Leon
- 2001 : Alma, la fiancée du vent de Bruce Beresford : Une des patientes
- 2001 : Lenya, princesse guerrière de Michael Rowitz : Rana
- 2007 : Nous nous sommes tant haïs de Franck Apprederis : Sylvia Monnet